# Max Correggio

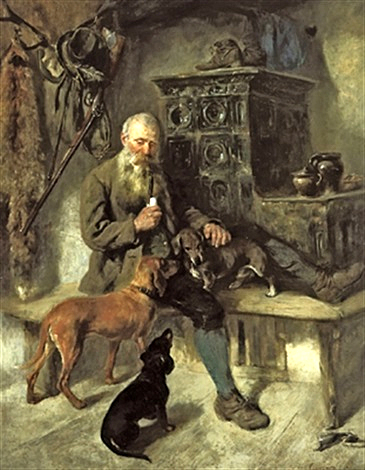
Jäger mit seinen Hunden

Max Correggio (* 26. Juli 1854 in München; † 12. Mai 1908 ebenda) war ein deutscher Tier- und Landschaftsmaler.

## Leben
Er war der Sohn des Malers Josef Correggio (1810–1891) und jüngerer Bruder des Malers Ludwig Correggio (1846–1930). Nach einem Malunterricht bei seinem Vater, studierte Correggio seit dem 4. Mai 1870 an der Königlichen Akademie der Künste in München bei Wilhelm von Diez und beim Kupferstecher Johann Leonhard Raab.
Correggio malte hauptsächlich Jagdszenen und frei lebende Tiere. Er starb 1908 im Alter von 53 Jahren und wurde im Grab seines Vaters auf dem Alten Südfriedhof in München beerdigt.
Max Correggio starb 1908 im Alter von 53 Jahren in München.

## Grabstätte

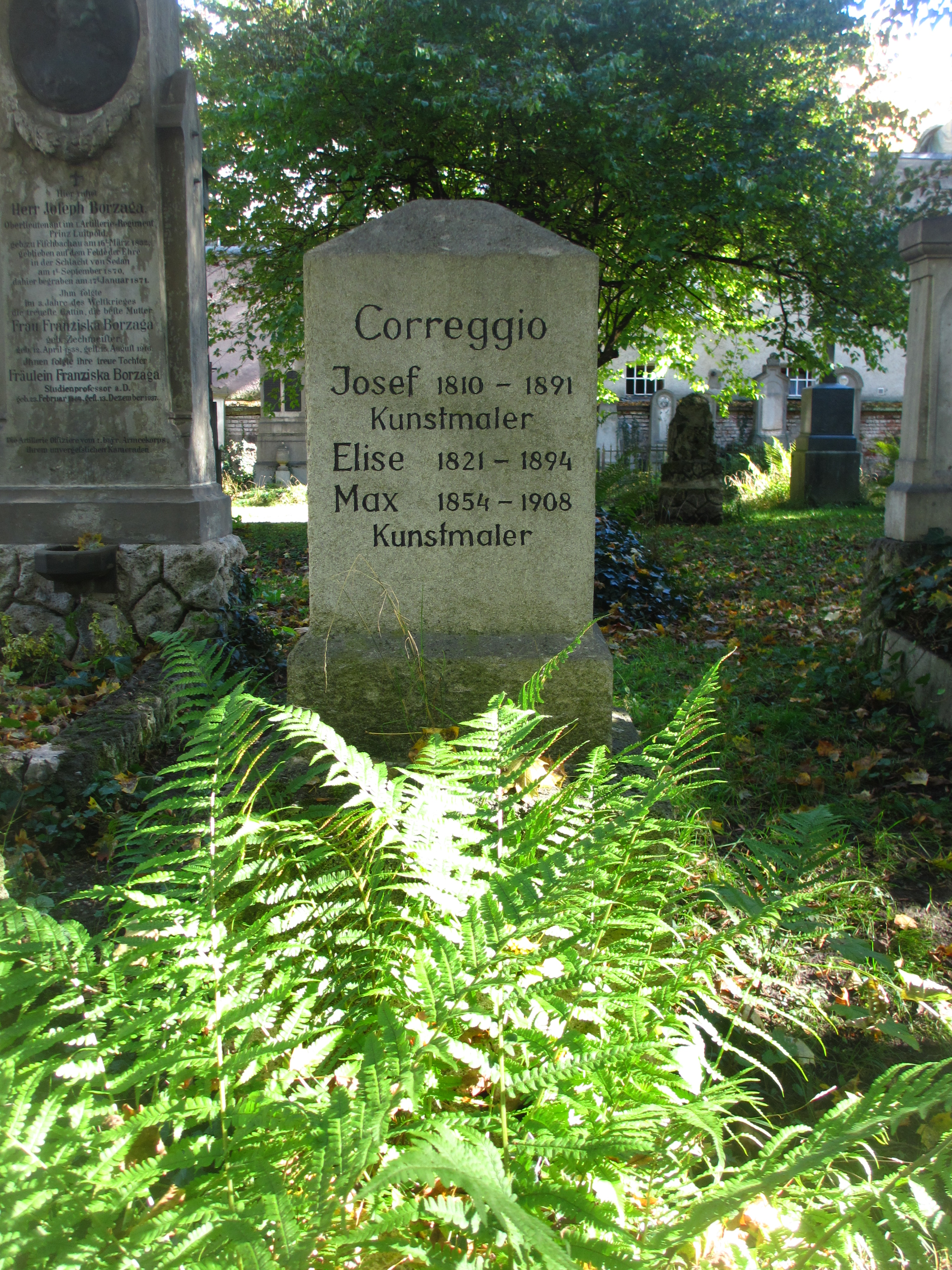
Grab von Max Correggio auf dem Alten Südlichen Friedhof in München

Die Grabstätte von Max Correggio befindet sich auf dem Alten Südlichen Friedhof in München (Gräberfeld 1 – Reihe 8 – Platz 23) Standort. In dem Grab befindet sich auch sein Vater Josef Correggio.

## Werke
- 1898 Deckenfresko Fürbitte des hl. Jakobus in der Pfarrkirche Unken